# Olympische Sommerspiele 1900/Leichtathletik – Diskuswurf (Männer)
Der Diskuswurf der Männer bei den Olympischen Spielen 1900 in Paris wurde am 14. und 15. Juli 1900 im Croix Catelan ausgetragen. Zunächst gab es einen Vorkampf, am darauffolgenden Tag fand das Finale statt. Geworfen wurde aus einem abgesteckten Quadrat mit einer Seitenlänge von 2,13 Metern. Die Weiten aus Qualifikation und Finale wurden gemeinsam gewertet.
Olympiasieger wurde der Ungar Rudolf Bauer. Auf den zweiten Platz kam František Janda-Suk aus Böhmen vor Richard Sheldon aus den Vereinigten Staaten.

## Rekorde
Die damals bestehenden Weltrekorde waren noch inoffiziell.
| Weltrekord         | 37,28 m | Richard Sheldon | USA | 13. September 1899                  |
| Olympischer Rekord | 29,15 m | Robert Garrett  | USA | Athen (Griechenland), 6. April 1896 |

Folgende Rekorde wurden im Diskuswurf bei diesen Olympischen Spielen gebrochen oder eingestellt:
| OR | 36,04 m | Rudolf Bauer | Ungarn | 14. Juli/ |

## Medaillen
Wie schon bei den I. Olympischen Spielen vier Jahre zuvor gab es jeweils eine Silbermedaille für den Sieger und Bronze für den zweitplatzierten Athleten. Der Sportler auf Rang drei erhielt keine Medaille.

## Ergebnisse
Im Vorkampf erwarben die besten fünf Sportler die Teilnahmeberechtigung am Finale. Die in der Qualifikation erzielten Weiten wurden mit in das Gesamtresultat übernommen.

### Resultat nach Qualifikation und Endkampf
Qualifikation: Sa. 14. Juli/Finale: So. 15. Juli 1900
Im Finale konnten sich weitenmäßig nur noch der Olympiazweite František Janda-Suk (um neun Zentimeter) und der Dritte Richard Sheldon (um fünfzig Zentimeter) unwesentlich verbessern, die Reihenfolge der fünf Finalisten blieb unter Berücksichtigung der Leistungen vom Vortag unverändert.
Die Darstellungen der Resultate weichen in dieser Disziplin ab Rang sechs erheblich voneinander ab. Da die Weiten aus der Qualifikation mit in das Ergebnis übernommen wurden und es im Endkampf nur die beiden oben genannten Veränderungen gab, sind in den folgenden Übersichten die Resultate aus Vorkampf und Finale in jeweils nach Quellen verschiedenen Endresultaten zusammengefasst dargestellt.
| Platz              | Name                       | Land | Weite (m) |    |
| ------------------ | -------------------------- | ---- | --------- | -- |
| 1                  | Rudolf Bauer               | HUN  | 36,04     | OR |
| 2                  | František Janda-Suk        | BOH  | 35,25     |    |
| 3                  | Richard Sheldon            | USA  | 34,60     |    |
| 4                  | Panagiotis Paraskevopoulos | GRE  | 34,04     |    |
| 5                  | Rezső Crettier             | HUN  | 33,65     |    |
| 6                  | Gustaf Söderström          | SWE  | 33,30     |    |
| 7                  | John Flanagan              | USA  | 33,07     |    |
| 8                  | Eric Lemming               | SWE  | 32,50     |    |
| 8                  | Charles Winckler           | DEN  | 32,50     |    |
| 10                 | Josiah McCracken           | USA  | 32,00     |    |
| 11                 | Artúr Coray                | HUN  | 31,00     |    |
| 11                 | Launceston Elliot          | GBR  | 31,00     |    |
| 13                 | Émile Gontier              | FRA  | 30,00     |    |
| 14                 | Gyula Strausz              | HUN  | 29,80     |    |
| Weitere Teilnehmer | Robert Garrett             | USA  | k. A.     |    |
| Weitere Teilnehmer | Truxtun Hare               | USA  | k. A.     |    |

| Platz                    | Name                       | Land  | Weite (m) |       |
| ------------------------ | -------------------------- | ----- | --------- | ----- |
| 1                        | Rudolf Bauer               | HUN   | 36,04     | OR    |
| 2                        | František Janda-Suk        | BOH   | 35,25     |       |
| 3                        | Richard Sheldon            | USA   | 34,60     |       |
| 4                        | Panagiotis Paraskevopoulos | GRE   | 34,04     |       |
| 5                        | Rezső Crettier             | HUN   | 33,65     |       |
| 6                        | Gustaf Söderström          | SWE   | 33,30     |       |
| 7                        | k. A.                      | k. A. | k. A.     | k. A. |
| 8                        | Charles Winckler           | DEN   | 32,50     |       |
| 9                        | k. A.                      | k. A. | k. A.     | k. A. |
| 10                       | k. A.                      | k. A. | k. A.     | k. A. |
| 11                       | Artúr Coray                | HUN   | 31,00     |       |
| 11                       | Launceston Elliot          | GBR   | 31,00     |       |
| 13                       | Émile Gontier              | FRA   | 30,00     |       |
| 14                       | Gyula Strausz              | HUN   | 29,80     |       |
| Wei- tere Teil- neh- mer | Robert Garrett             | USA   | k. A.     |       |
| Wei- tere Teil- neh- mer | Truxtun Hare               | USA   | k. A.     |       |
| Wei- tere Teil- neh- mer | Eric Lemming               | SWE   | k. A.     |       |
| Wei- tere Teil- neh- mer | John Flanagan              | USA   | k. A.     |       |
| Wei- tere Teil- neh- mer | Josiah McCracken           | USA   | k. A.     |       |

| Platz              | Name                       | Land | Weite (m) |    |
| ------------------ | -------------------------- | ---- | --------- | -- |
| 1                  | Rudolf Bauer               | HUN  | 36,04     | OR |
| 2                  | František Janda-Suk        | BOH  | 35,25     |    |
| 3                  | Richard Sheldon            | USA  | 34,60     |    |
| 4                  | Panagiotis Paraskevopoulos | GRE  | 34,04     |    |
| 5                  | Rezső Crettier             | HUN  | 33,65     |    |
| 6                  | Gustaf Söderström          | SWE  | 33,30     |    |
| 7                  | Robert Garrett             | USA  | 33,07     |    |
| 8                  | Eric Lemming               | SWE  | 32,50     |    |
| 8                  | Charles Winckler           | DEN  | 32,50     |    |
| 10                 | Émile Gontier              | USA  | 32,00     |    |
| 11                 | Artúr Coray                | HUN  | k. A.     |    |
| 12                 | Gyula Strausz              | HUN  | 29,80     |    |
| Weitere Teilnehmer | John Flanagan              | USA  | k. A.     |    |
| Weitere Teilnehmer | Truxtun Hare               | USA  | k. A.     |    |
| Weitere Teilnehmer | Karl Gustaf Staaf          | SWE  | k. A.     |    |
| Weitere Teilnehmer | Cornelius von Lubowiecki   | AUT  | k. A.     |    |

| Platz | Name                       | Land | Weite (m) |    |
| ----- | -------------------------- | ---- | --------- | -- |
| 1     | Rudolf Bauer               | HUN  | 36,04     | OR |
| 2     | František Janda-Suk        | BOH  | 35,25     |    |
| 3     | Richard Sheldon            | USA  | 34,50     |    |
| 4     | Panagiotis Paraskevopoulos | GRE  | 34,04     |    |
| 5     | Rezső Crettier             | HUN  | 33,65     |    |
| 6     | Charles Winckler           | DEN  | 33,30     |    |
| 7     | Gustaf Söderström          | SWE  | 33,07     |    |
| 7     | John Flanagan              | USA  | 33,07     |    |
| 8     | Robert Garrett             | USA  | k. A.     |    |
| 9     | Eric Lemming               | SWE  | k. A.     |    |
| 10    | Émile Gontier              | FRA  | 30,00     |    |
| 11    | Karl Gustaf Staaf          | SWE  | k. A.     |    |

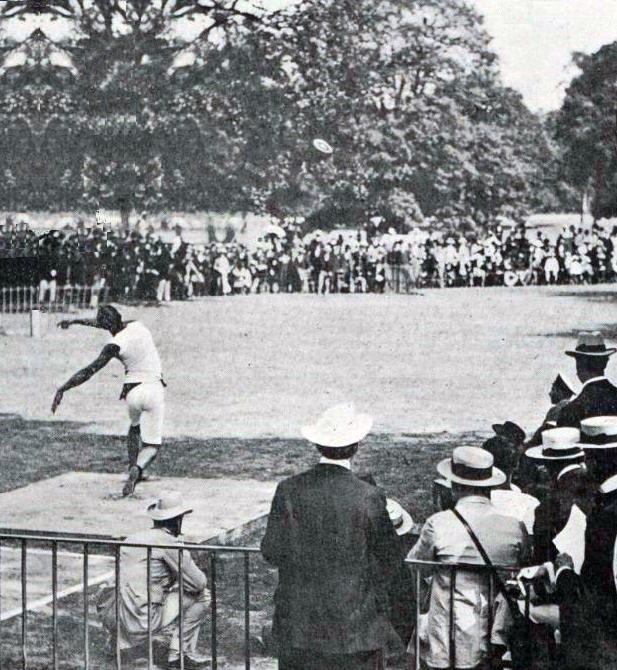
Olympiasieger Rudolf Bauer bei einem seiner Würfe in Paris
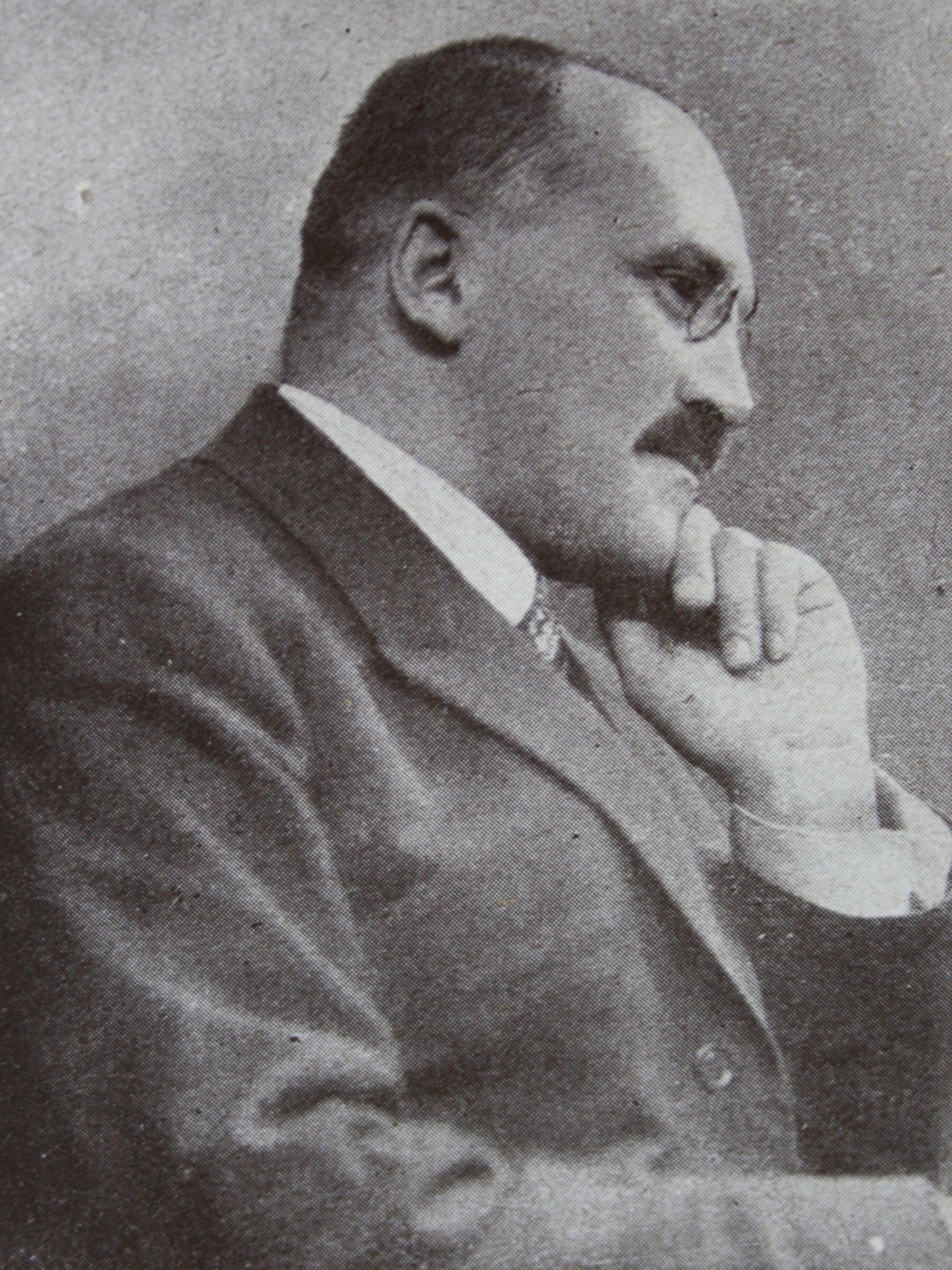
Der zweitplatzierte František Janda-Suk im Jahr 1927
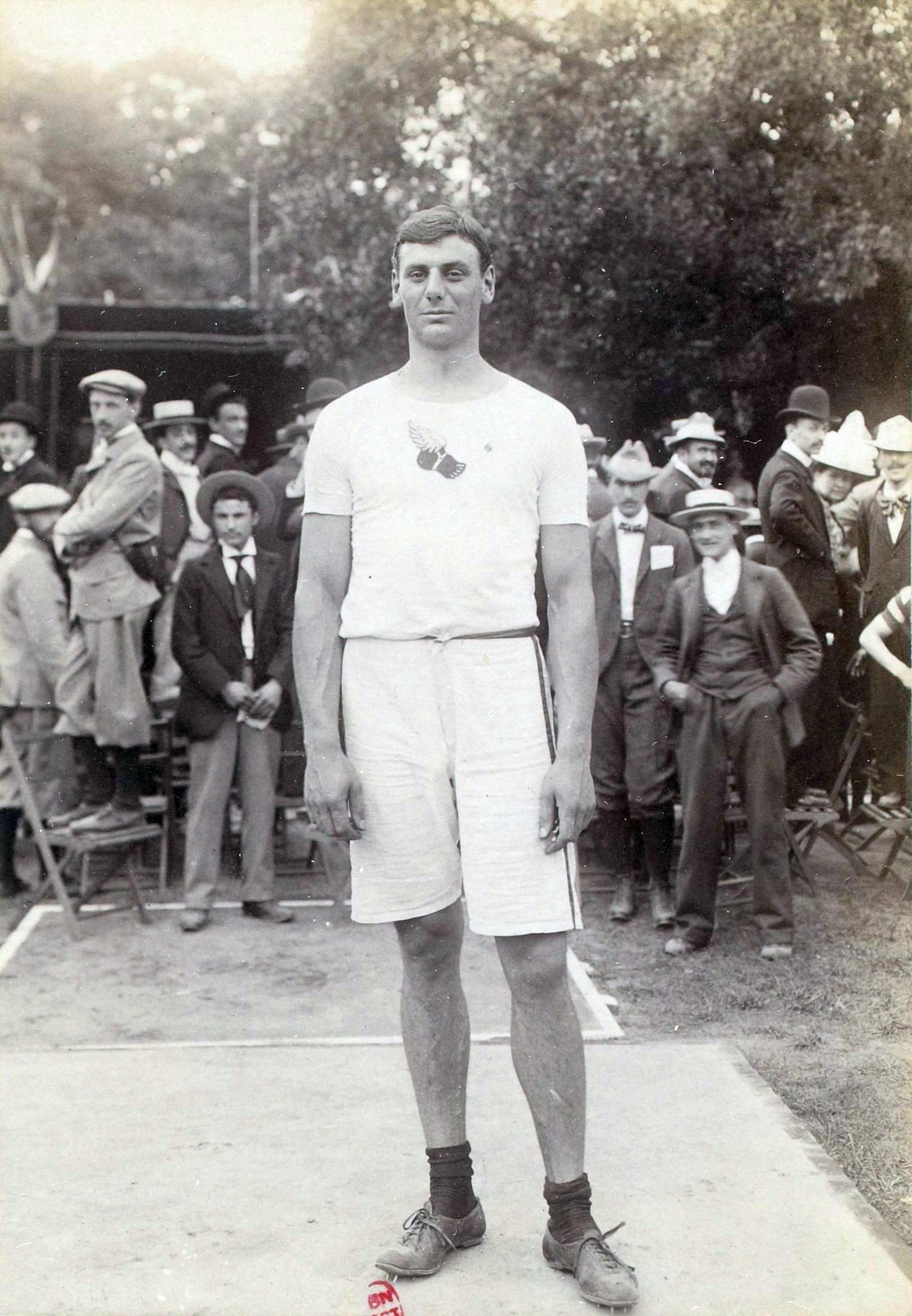
Der Olympiadritte Richard Sheldon, auch Gewinner des Kugelstoßens

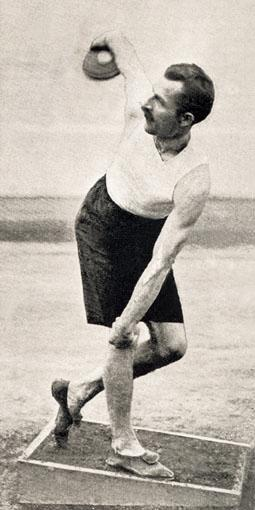
Panagiotis Paraskevopoulos – Olympiavierter im Diskuswurf und Fünfter im Kugelstoßen
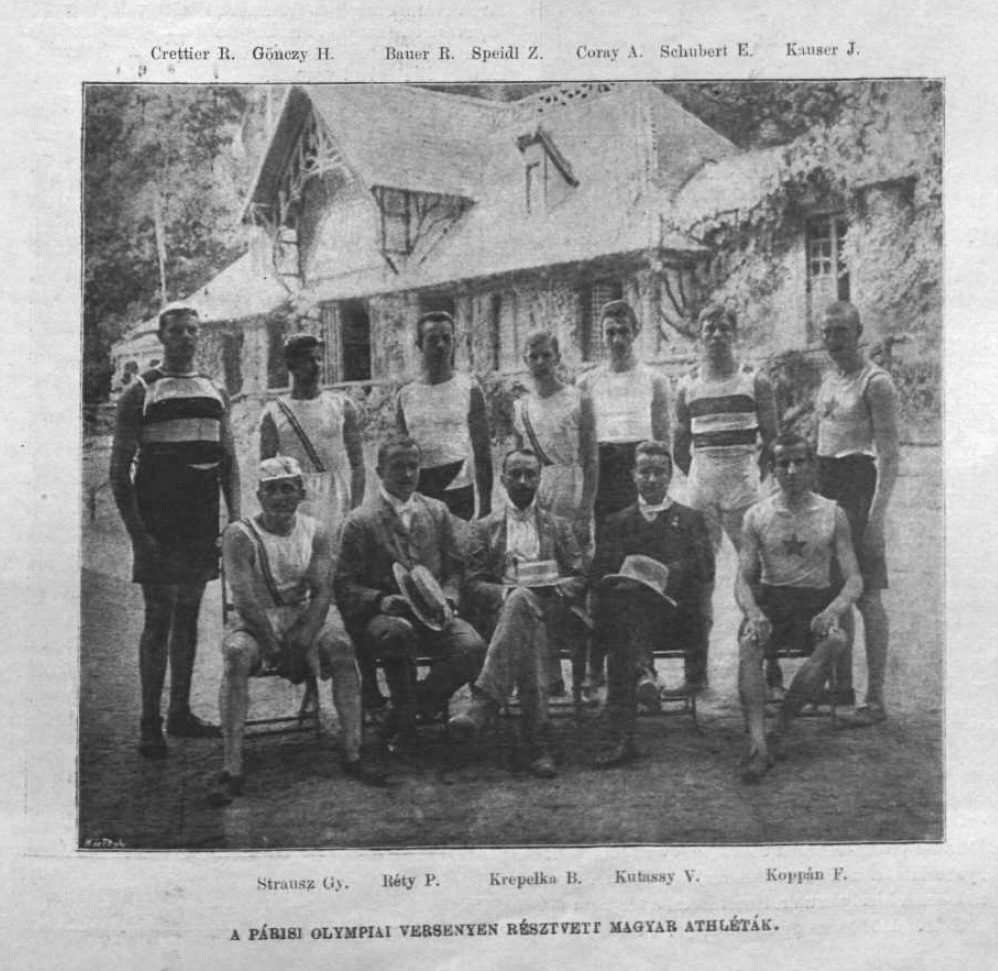
Die Olympiamannschaft Ungarns mit dem Olympiafünften Rezső Crettier (obere Reihe, links), Artúr Coray (obere Reihe, Dritter von rechts) und Gyula Strausz (untere Reihe, links)
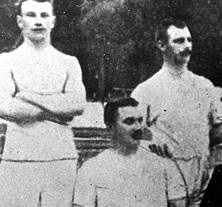
Gustaf Söderström (Mitte) – in den Quellen als Sechster oder Siebter benannt
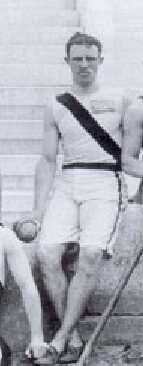
Robert Garrett – 1896 Doppelolympiasieger im Kugelstoßen und Diskuswurf – in drei Quellen als Teilnehmer mit unterschiedlichen Platzierungsangaben aufgeführt
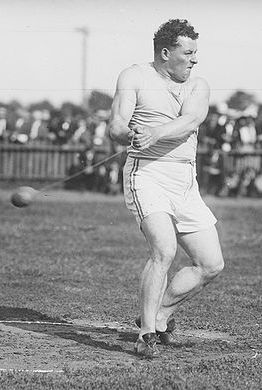
Hammerwurf-Olympiasieger John Flanagan nahm am Diskuswurf teil, seine Platzierung wird in den Quellen sehr unterschiedlich benannt
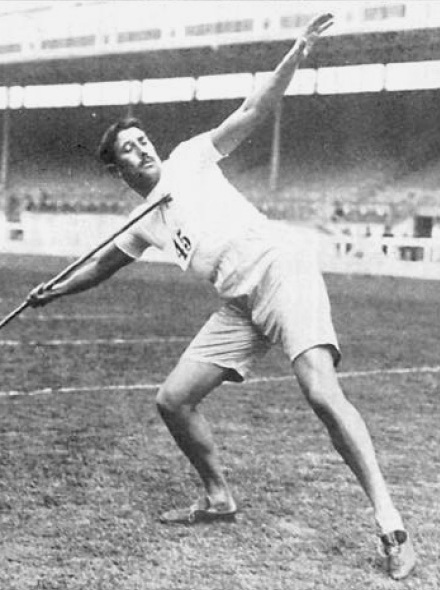
Die Position des späteren Speerwurf-Pioniers Eric Lemming ist nicht eindeutig klärbar
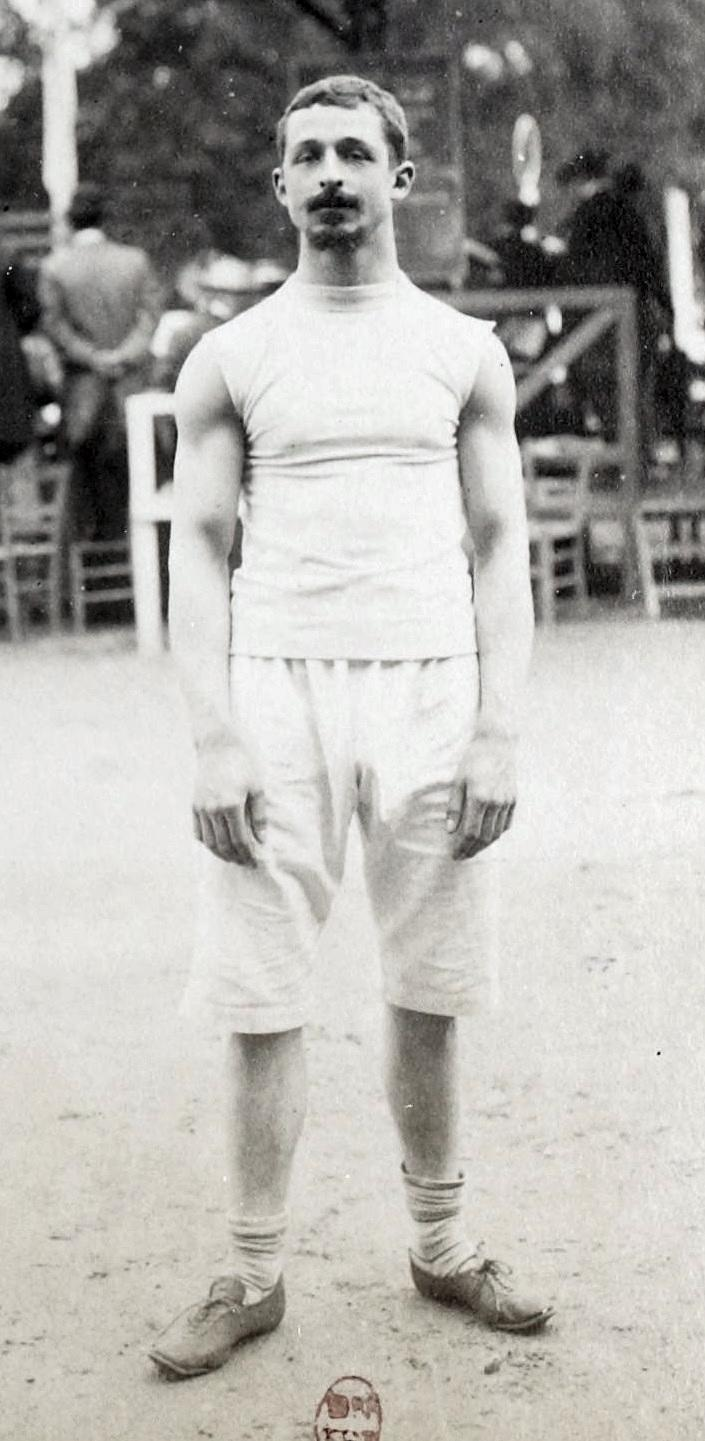
Émile Gontier war ebenfalls unter den Teilnehmern im Diskuswurf

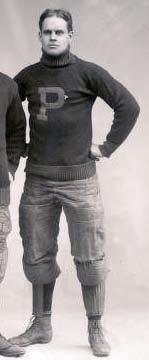
Truxtun Hare – in drei Quellen als Teilnehmer aufgelistet
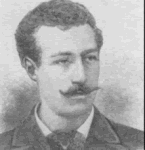
Launceston Elliot findet sich in zwei Quellen auf Rang elf, zwei andere Quellen führen ihn nicht auf
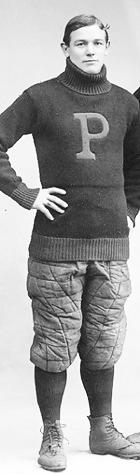
Josiah McCracken – in zwei Quellen mit unterschiedlichen Platzierungsangaben benannt, ansonsten nicht als Diskuswurf-Teilnehmer geführt